# Unbelievable (Billy Stewart)
Unbelievable è il secondo album di Billy Stewart, pubblicato dalla Chess Records nel 1965 e prodotto da Billy Davis.

## Tracce
Lato A
1. Summertime – 4:12 (George Gershwin, Ira Gershwin, DuBose Heyward)
2. Foggy Day – 4:15 (George Gershwin, Ira Gershwin)
3. Teach Me Tonight – 4:58 (Gene DePaul, Sammy Cahn)
4. Canadian Sunset – 2:48 (Eddie Heywood, Norman Gimbel)
5. Time After Time – 2:37 (Sammy Cahn, Jule Styne)
6. Misty – 3:15 (Johnny Burke, Erroll Garner)

Lato B
1. Moon River – 3:55 (Henry Mancini, Johnny Mercer)
2. My Funny Valentine – 3:59 (Lorenz Hart, Richard Rodgers)
3. Love Is Here to Stay – 2:52 (George Gershwin, Ira Gershwin)
4. That Old Black Magic – 3:10 (Harold Arlen, Johnny Mercer)
5. Almost Like Being in Love – 2:18 (Alan Jay Lerner, Frederick Loewe)
6. Over the Rainbow – 3:48 (Harold Arlen, E.Y. "Yip" Harburg)

## Musicisti
- Billy Stewart - voce
- Bunky Green - sassofono alto (assolo in "Summertime")
- Pete Cosey - chitarra
- Bryce Roberson - chitarra
- Johnny Board - sassofono tenore
- Rubin Cooper - sassofono baritono
- John Howell - tromba
- Paul Serrano - tromba
- Arthur Hoyle - tromba
- Julian Priester - trombone
- John Avant - trombone
- Morris Ellis - trombone
- Sonny Thompson - pianoforte
- Louis Satterfield - basso
- Maurice White - batteria
- Phil Wright - arrangiamenti
- Rockwell Davis - direttore musicale